# Relaciones Baréin-Catar
Las relaciones bilaterales entre el Estado de Catar y el Reino de Baréin  comenzaron en 1971.
El 5 de junio de 2017  Baréin corta lazos diplomáticos con Catar, dando a los diplomáticos cataríes  48 horas para dejar el país.
Durante los últimos años las relaciones entre los dos países han sido tensas y llenas de incidencias diplomáticas hasta el punto de cortar las relaciones. El 2019 se produjo el primer contacto oficial entre líderes de ambos países en años.

## Comparación de país
|                   | Baréin                                          | Catar                                           |
| ----------------- | ----------------------------------------------- | ----------------------------------------------- |
| Población         | 1,400,000 (ciudadanos: ~700,000)                | 2,600,000 (ciudadanos: ~310,000)                |
| Área              | 765 kilómetros cuadrados (295,4 mi²)            | 11,586 kilómetros cuadrados (4,5 mi²)           |
| Capital           | Manama                                          | Doha                                            |
| Ciudad más grande | Manama                                          | Doha                                            |
| Gobierno          | Monarquía constitucional parlamentaria unitaria | Monarquía constitucional parlamentaria unitaria |
| Lengua oficial    | Árabe Inglés (De facto)                         | Árabe Inglés (De facto                          |
| PIB (PPP)         | $69.9 mil millones, $50,704 per cápita          | $347.9 mil millones, $127,660 per cápita        |
| PIB (nominal)     | $31.9 mil millones, $24,183 per cápita          | $156.7 mil millones, $60,787 per cápita         |

## Disputas territoriales
Empezando en 1936, Catar y Baréin tuvieron disputas territoriales sobre las islas Hawar, Fasht Al Azm, Fasht Dibal, Qit'en Jaradah, y Zubarah. 
En 1996, Baréin boicoteó la cumbre del CCEAG en Catar, sosteniendo que la última cumbre, en Catar en 1990, fue utilizada como plataforma para reclamaciones territoriales a otros países del CCEAG.
También citaron la incursión Catarí de 1986  en el área de Fasht Dibal como excusa para no asistir. En diciembre de 1996 los dos ciudadanos Cataríes Salwa Fakhri y Fahad Al Panadero fueron arrestados y acusados de espionaje en Baréin. Durante el juicio, se pretendía demostrar que Catar había participado en una misión de espionaje antes de ser descubierta por autoridades de Baréin en 1987. En enero de 1997, un miembro de la Familia Real de Baréin, Nasser Al Khalifa, desertó a Catar. Fue en un caso muy comentado pues voló en helicóptero desde Baréin hasta la capital de Catar.
Los conflictos se resuelven en la Corte Internacional de Justicia el 16 de marzo de 2001, dando a Baréin las Islas Hawar (excepto la Isla de Janan), Qit'at Jaradah y Fasht al Azm. Catar recibió Zubarah, Fasht Dibal, y la Isla de Janan.

## Incidente de las nacionalidades
En 2014 Baréin acusó a Catar de ofrecer a ciertas familias bareiníes la ciudadanía catarí a cambio de abandonar su ciudadanía de bareiní. 
Se informó de que Catar estaba apuntando a ciudadanos sunitas, una amenaza para Baréin pues la mayoría de su población es chiita mientras que la familia gobernante es sunita. El Subsecretario de nacionalidades, pasaporte y residencia de Baréin, el jeque Rashid bin Khalifa Al Khalifa , fue citado diciendo: “Estamos seguros de que Catar, un vecino fraterno con Baréin reconsiderará su posición sobre este asunto porque normalizar a bareiníes de Catar afecta negativamente a la seguridad y a los altos intereses nacionales de Baréin “. Él también afirmó que cualquier ciudadano de un país que forme parte del CCEAG tiene derecho a trabajar, tener propiedades y moverse entre los otros países miembros, luego el cambio de nacionalidad sería innecesario. Baréin también afirmó que se trataba de una violación de un acuerdo de no interferencia, firmado el 17 de abril de 2014, en los asuntos internos de los Estados miembros del CCEAG.
El 13 de agosto de 2014, Catar se comprometió a dejar de ofrecer nacionalidades del CCEAG a ciudadanos cataríes durante una reunión de ministros de Exteriores del CCEAG en Yeda .
A pesar de esto, El ministro del Interior de Baréin amenazó con emprender acciones contra Catar afirmando que aún continuaban ofreciendo las nacionalidades. Se alegó que Catar había nacionalizado a cientos de bareiníes  y, como resultado, Baréin impuso multas a cualquier bareiní que aceptase la ciudadanía. El director general de Seguridad Pública del Ministerio del Interior de Catar calificó la declaración de "inexacta" y argumentó que Catar sólo estaba tratando de normalizar a ciudadanos de origen catarí.

## Embajadas
Baréin tuvo una embajada en Doha hasta 2017.
Catar también tuvo una embajada en Manama hasta junio de 2017.

## Cyber Ataque y terminación
El 3 de junio de 2017, la cuenta de Twitter del ministro de Asuntos Exteriores de Baréin Khalid bin Ahmed Al Khalifa fue hackeada durante un ataque cibernético catarí. 
Dos días más tarde, el 5 de junio de 2017, Baréin anunció que iba a cortar los lazos con Catar. Sin embargo Islam Hassan (analista de investigación) sostiene que la medida de Baréin solo responde a la llamada de Arabia Saudita adoptando así su política exterior de ataque al Reino de Catar.